# Ulea

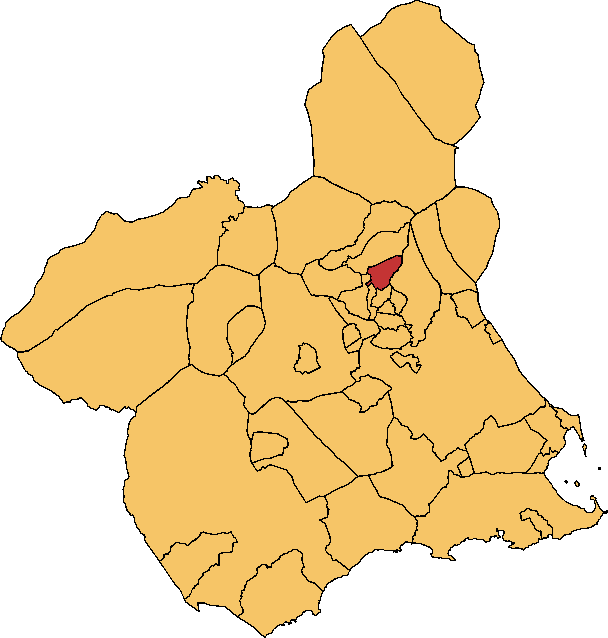
Vị trí của Ulea tai Murcia.

Ulea là một đô thị ở cộng đồng tự trị Murcia. Đô thị này có dân số 991 (2007) và diện tích 40 km².